# Français blanc et noir
Français blanc et noir är en hundras från Frankrike. Den är en braquehund och drivande hund för jakt i koppel (pack) på högvilt. Français blanc et noir är besläktad med poitevin och gascon saintongeois. 1957 delades de större franska packhundarna in efter färg och om de hade foxhound inkorsat - de senare kallas anglo-français.